# Bailu
För andra betydelser, se Bailu (olika betydelser).
Báilù (pīnyīn), Hakuro (rōmaji) eller Baengno (romaja) (kinesiska och japanska: 白露; koreanska: 백로; vietnamesiska: Bạch lộ; bokstavligen ”vit dagg”) är den femtonde solarperioden i den traditionella östasiatiska lunisolarkalendern (kinesiska kalendern), som delar ett år i 24 solarperioder (節氣). Bailu börjar när solen når den ekliptiska longituden 165°, och varar till den når longituden 180°. Termen hänvisar dock oftare till speciellt den dagen då solen ligger på exakt 165° graders ekliptisk longitud. I den gregorianska kalendern börjar bailu vanligen omkring den 7 september och varar till omkring den 23 september.

## Pentader
Varje solarperiod kan indelas i tre pentader (候): Första pentaden (初候), andra pentaden (次候) och sista pentaden (末候). Ett år har alltså 72 pentader och för bailu gäller:
- Första pentaden: 鴻雁來 (”de vilda gässen kommer”) – hänvisar till gässens migration söderut
- Andra pentaden: 玄鳥歸 (”de mörka fåglarna återvänder”) – ’mörka fåglar’ avser svalor
- Sista pentaden: 群鳥養羞 (”fåglarna fyller på sina förråd”) – det vill säga i förberedelse inför vintern